# Куельяр
Куельяр (ісп. Cuéllar) — муніципалітет в Іспанії, у складі автономної спільноти Кастилія-і-Леон, у провінції Сеговія. Населення — 9730 осіб (2010).
Муніципалітет розташований на відстані близько 120 км на північний захід від Мадрида, 55 км на північ від Сеговії.
На території муніципалітету розташовані такі населені пункти: (дані про населення за 2010 рік)
- Арройо-де-Куельяр: 381 особа
- Кампо-де-Куельяр: 221 особа
- Куельяр: 8374 особи
- Чатун: 262 особи
- Дееса: 31 особа
- Дееса-Майор: 112 осіб
- Ескарабахоса-де-Куельяр: 79 осіб
- Фуентес-де-Куельяр: 48 осіб
- Ловінгос: 96 осіб
- Торрегутьєррес: 126 осіб

## Демографія
Динаміка населення (INE ):

## Галерея зображень

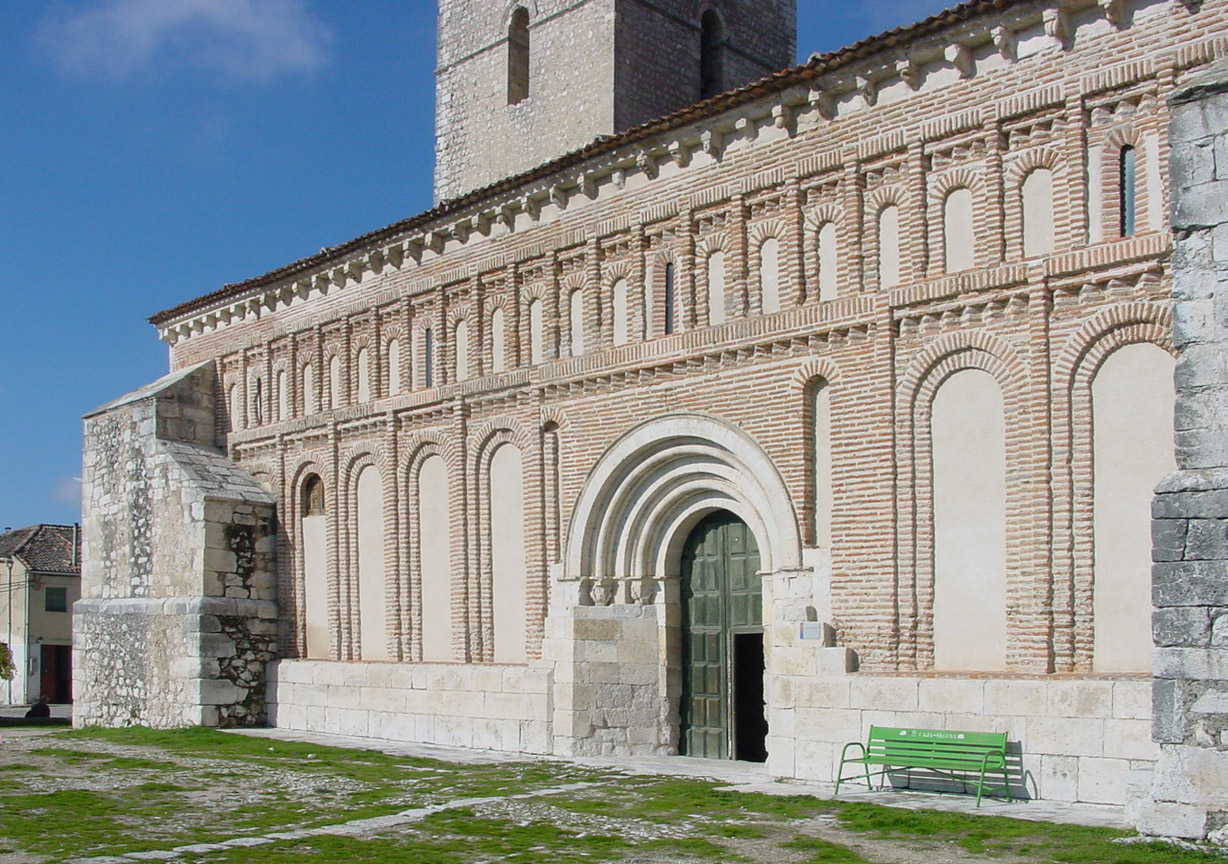
Церква Сан-Андрес, XIII століття
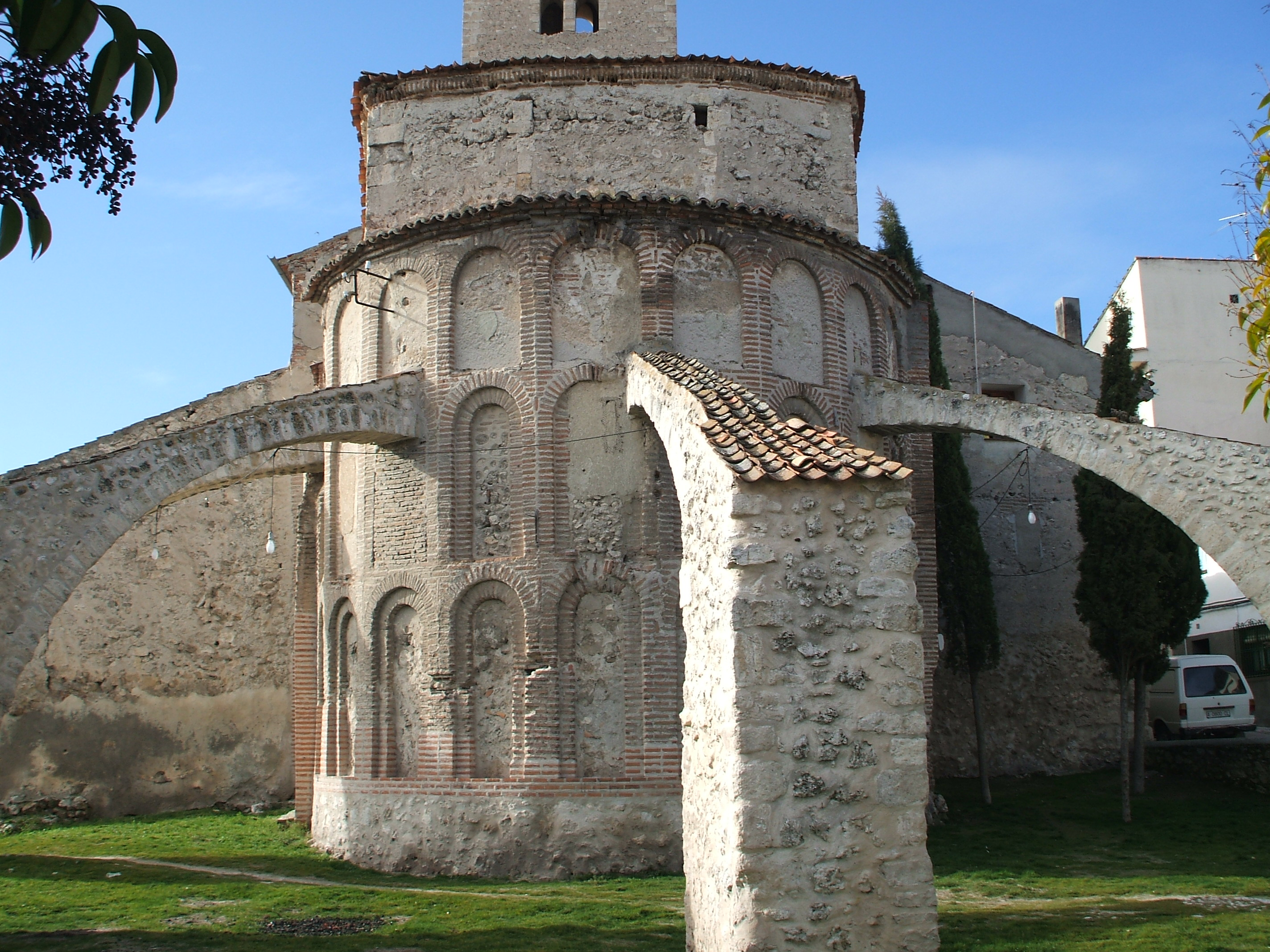
Церква Сальвадор, XIII століття
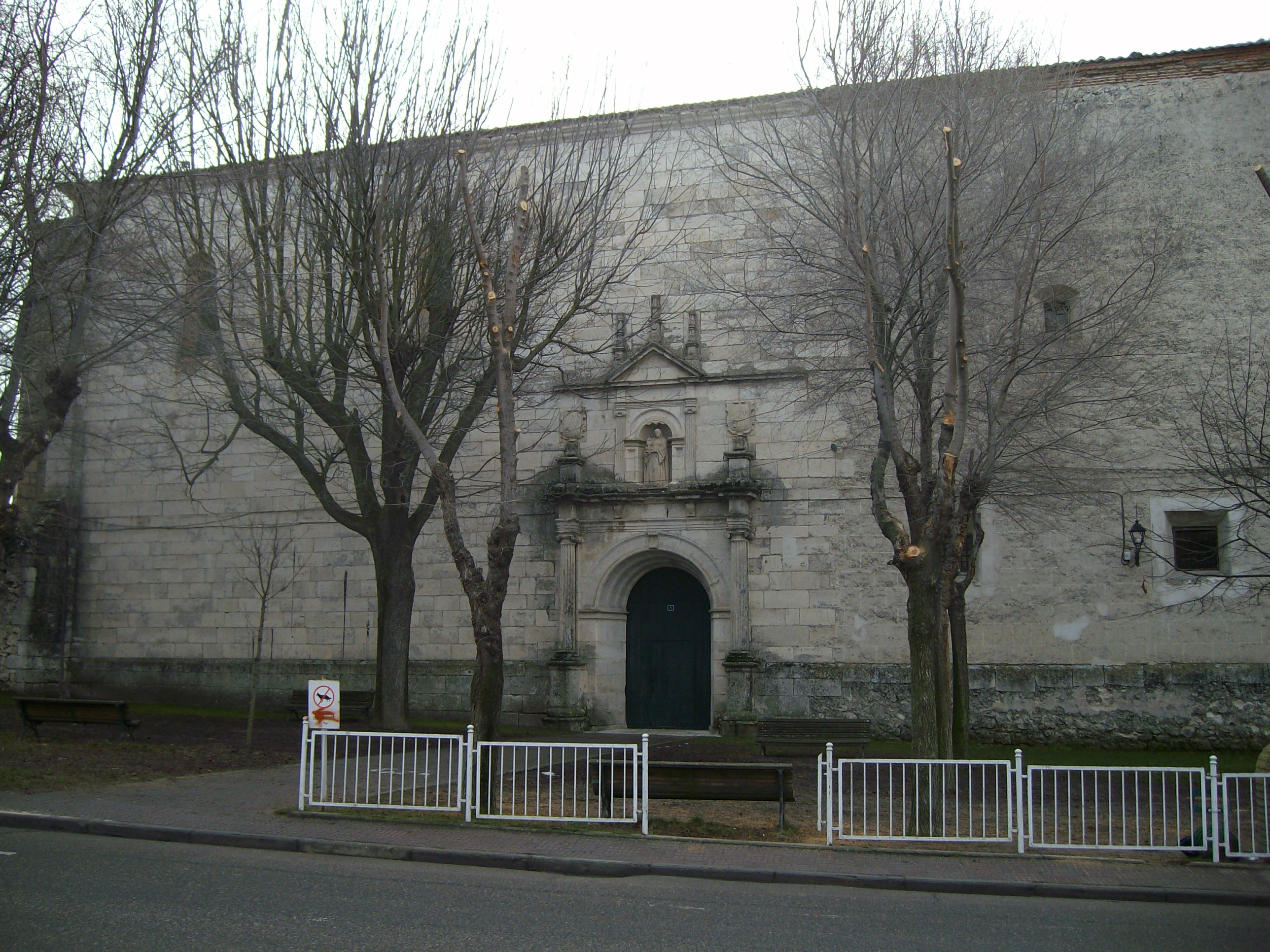
Монастир Санта-Клара
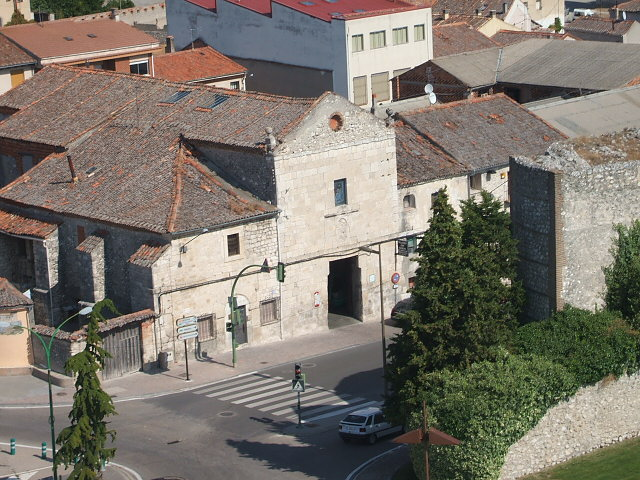
Монастир Сан-Басіліо